# 毛土连翘
毛土连翘（学名：Hymenodictyon orixense）为茜草科土连翘属下的一个种。